# Église Saint-Michel de Dunedin
L’église Saint-Michel (anglais : St Michael's Church) est un édifice religieux orthodoxe situé à Dunedin, en Nouvelle-Zélande.